# Нейтральна територія
Нейтральна територія  — територія (суверенна держава), яка не є невід'ємною частиною якого-небудь держави (ні незалежного, ні то, що у залежність від іншої держави, ні колонії або протекторату, ні концесії), але й не є terra nullius. Є об'єктом міжнародної угоди декількох сторін (зазвичай суміжних держав та/або їх колонізаторів, тощо.), що жодна зі сторін не повинна встановити управління над територією, принаймні протягом всього терміну дії угоди. 
Для визначеної кордонами нейтральної території часто застосовується термін нейтральна зона. 

## Відомі нейтральні зони
- Мореснет (1816-1919) — нейтральна зона між Сполученим королівством Нідерландів (а пізніше Бельгією) та Пруссією (пізніше Німецькою імперією),
- Саудівсько-іракська нейтральна зона,
- Саудівсько-кувейтська нейтральна зона,
- Транс-Каракорумський тракт,
- Нейтральна зона (Гібралтар),
- Нейтральна зона (Сеута),
- Нейтральна зона (Мелілья).

У багатьох випадках нейтральні території також були демілітаризованими зонами. 